# 洪煦榆
洪煦榆（英語：Stephanie Hung，1982年8月21日—），武打巨星洪金寶的小女兒，原在從業於銀行業，後投身演藝事業。

## 簡介
為洪金寶和前妻曹恩玉的女兒。曹恩玉為洪金寶第一任妻子，是韓國人。上有洪氏三兄弟洪天明、洪天祥和洪天照。後母是香港小姐選美前冠軍高麗虹。洪煦榆大学毕业后在银行业工作，是银行白领。2009年4月，决心在演艺圈发展事业，得到家人支持。